# Karum
Karum este o arie protejată (arie specială de conservare — SAC, sit de importanță comunitară — SCI) din Suedia întinsă pe o suprafață de 316 ha, integral pe uscat.

## Localizare
Centrul sitului Karum este situat la coordonatele 56°46′58″N 16°38′38″E / 56.7828°N 16.644°E.

## Înființare
Situl Karum a fost declarat sit de importanță comunitară în ianuarie 1998 pentru a proteja 2 specii de plante și 3 specii de animale. Situl a fost protejat și ca arie specială de conservare în martie 2011.

## Biodiversitate
Situată în ecoregiunea boreală, aria protejată conține 7 habitate naturale: Păduri caducifoliate bătrâne naturale hemiboreale fino-scandinave (Quercus, Tilia, Acer, Fraxinus sau Ulmus) bogate în specii epifite, Pajiști uscate seminaturale și facies de acoperire cu tufișuri pe substraturi calcaroase (Festuco-Brometalia) (* situri importante pentru orhidee), Pajiști cu Molinia pe soluri calcaroase, turboase sau argilos-nămoloase (Molinion caeruleae), Lespezi calcaroase, Pajiști carstice calcaroase sau bazofile, de Alysso-Sedion albi, Fânețe de joasă altitudine (Alopecurus pratensis, Sanguisorba officinalis), Alvar nordic și șisturi calcaroase precambriene.
La baza desemnării sitului se află mai multe specii protejate:
- plante (2): Sisymbrium supinum, Tortella rigens
- amfibieni (1): triton cu creastă (Triturus cristatus)
- nevertebrate (2): fluturele auriu (Euphydryas aurinia), Vertigo angustior